# Tour du Poitou-Charentes 2015
Il Tour du Poitou-Charentes 2015, ventinovesima edizione della corsa, si svolse dal 25 al 28 agosto 2015 su un percorso di 701 km ripartiti in 5 tappe, con partenza da Rochefort-sur-Mer e arrivo a Poitiers. Fu vinto dal tedesco Tony Martin della Etixx-Quick Step davanti all'italiano Adriano Malori e allo spagnolo Jonathan Castroviejo.

## Tappe
| Tappa  | Data      | Percorso                                       | km    | Vincitore di tappa | Leader cl. generale |
| ------ | --------- | ---------------------------------------------- | ----- | ------------------ | ------------------- |
| 1ª     | 25 agosto | Rochefort-sur-Mer > Barbezieux                 | 187   | Arnaud Gérard      | Arnaud Gérard       |
| 2ª     | 26 agosto | Blanzac-Porcheresse > La Creche                | 194,7 | Matteo Trentin     | Arnaud Gérard       |
| 3ª     | 27 agosto | Monts-sur-Guesnes > Loudun                     | 98,6  | Marc Sarreau       | Sep Vanmarcke       |
| 4ª     | 27 agosto | Monts-sur-Guesnes > Loudun (cron. individuale) | 23,2  | Adriano Malori     | Tony Martin         |
| 5ª     | 28 agosto | Gourge > Poitiers                              | 197,8 | Matteo Trentin     | Tony Martin         |
| Totale | Totale    | Totale                                         | 701   |                    |                     |

## Dettagli delle tappe

### 1ª tappa
- 25 agosto: Rochefort-sur-Mer > Barbezieux – 187 km

| Pos. | Corridore     | Squadra  | Tempo    |
| ---- | ------------- | -------- | -------- |
| 1    | Arnaud Gérard | Bretagne | 4h39'53" |
| 2    | Maxime Daniel | AG2R     | a 1"     |
| 3    | Sep Vanmarcke | Lotto NL | a 3"     |

| Pos. | Corridore     | Squadra  | Tempo    |
| ---- | ------------- | -------- | -------- |
| 1    | Arnaud Gérard | Bretagne | 4h39'43" |
| 2    | Maxime Daniel | AG2R     | a 5"     |
| 3    | Sep Vanmarcke | Lotto NL | a 9"     |

### 2ª tappa
- 26 agosto: Blanzac-Porcheresse > La Creche – 194,7 km

| Pos. | Corridore        | Squadra  | Tempo    |
| ---- | ---------------- | -------- | -------- |
| 1    | Matteo Trentin   | Etixx    | 4h38'13" |
| 2    | Jaŭhen Hutarovič | Bretagne | s.t.     |
| 3    | Sep Vanmarcke    | Lotto NL | s.t.     |

| Pos. | Corridore     | Squadra  | Tempo    |
| ---- | ------------- | -------- | -------- |
| 1    | Arnaud Gérard | Bretagne | 9h17'56" |
| 2    | Sep Vanmarcke | Lotto NL | a 5"     |
| 3    | Maxime Daniel | AG2R     | s.t.     |

### 3ª tappa
- 27 agosto: Monts-sur-Guesnes > Loudun – 98,6 km

| Pos. | Corridore           | Squadra | Tempo    |
| ---- | ------------------- | ------- | -------- |
| 1    | Marc Sarreau        | FDJ     | 2h15'16" |
| 2    | Tyler Farrar        | MTN     | s.t.     |
| 3    | Michael Van Staeyen | Cofidis | s.t.     |

| Pos. | Corridore     | Squadra  | Tempo     |
| ---- | ------------- | -------- | --------- |
| 1    | Sep Vanmarcke | Lotto NL | 11h33'47" |
| 2    | Arnaud Gérard | Bretagne | a 1"      |
| 3    | Maxime Daniel | AG2R     | a 6"      |

### 4ª tappa
- 27 agosto: Monts-sur-Guesnes > Loudun (cron. individuale) – 23,2 km

| Pos. | Corridore            | Squadra  | Tempo  |
| ---- | -------------------- | -------- | ------ |
| 1    | Adriano Malori       | Movistar | 27'49" |
| 2    | Jonathan Castroviejo | Movistar | a 1"   |
| 3    | Tony Martin          | Etixx    | a 4"   |

| Pos. | Corridore            | Squadra  | Tempo     |
| ---- | -------------------- | -------- | --------- |
| 1    | Tony Martin          | Etixx    | 12h01'48" |
| 2    | Adriano Malori       | Movistar | a 37"     |
| 3    | Jonathan Castroviejo | Movistar | a 38"     |

### 5ª tappa
- 28 agosto: Gourge > Poitiers – 197,8 km

| Pos. | Corridore      | Squadra  | Tempo    |
| ---- | -------------- | -------- | -------- |
| 1    | Matteo Trentin | Etixx    | 4h46'58" |
| 2    | Bryan Coquard  | Europcar | s.t.     |
| 3    | Adrien Petit   | Cofidis  | s.t.     |

| Pos. | Corridore            | Squadra  | Tempo     |
| ---- | -------------------- | -------- | --------- |
| 1    | Tony Martin          | Etixx    | 16h48'46" |
| 2    | Adriano Malori       | Movistar | a 37"     |
| 3    | Jonathan Castroviejo | Movistar | a 38"     |

## Classifiche finali

### Classifica generale
| Pos. | Corridore               | Squadra                 | Tempo     |
| ---- | ----------------------- | ----------------------- | --------- |
| 1    | Tony Martin             | Etixx-Quick Step        | 16h48'46" |
| 2    | Adriano Malori          | Movistar Team           | a 37"     |
| 3    | Jonathan Castroviejo    | Movistar Team           | a 38"     |
| 4    | Sep Vanmarcke           | Team Lotto NL-Jumbo     | a 40"     |
| 5    | Rasmus Christian Quaade | Cult Energy Pro Cycling | a 45"     |
| 6    | Jos van Emden           | Team Lotto NL-Jumbo     | a 1'06"   |
| 7    | Petr Vakoč              | Etixx-Quick Step        | a 1'07"   |
| 8    | Wout Poels              | Team Sky                | a 1'18"   |
| 9    | Johan Le Bon            | FDJ                     | a 1'29"   |
| 10   | Paul Martens            | Team Lotto NL-Jumbo     | s.t.      |